# Trans-Afrikaanse weg 5
De Trans-Afrikaanse weg 5 (Engels: Trans-African Highway 5) of Trans-Sahel Highway is volgens het Trans-Afrikaanse wegennetwerk de route tussen Dakar en Ndjamena. De route doorkruist de westelijke Sahel en heeft een lengte van 4.496 kilometer.

## Route
De weg begint in Dakar, de hoofdstad van Senegal. Daarna loopt de weg naar het oosten, de Sahel in. De weg loopt dan door delen van de landen Mali, Burkina Faso, Niger en Nigeria. Daarna loopt de weg korte tijd door Kameroen om net over de grens met Tsjaad te eindigen in de hoofdstad Ndjamena.

## Nationale wegnummers
De Trans-Afrikaanse weg 5 loopt over de volgende nationale wegnummers, van west naar oost:
| Nummer            | Tracé                        |
| Senegal           | Senegal                      |
| ----------------- | ---------------------------- |
| N1                | Dakar - Mali                 |
| Mali              |                              |
| N1                | Senegal - Bamako             |
| N7                | Bamako - Sikasso             |
| ?                 | Sikasso - Burkina Faso       |
| Burkina Faso      |                              |
| N8                | Mali - Bobo-Dioulasso        |
| N1                | Bobo-Dioulasso - Ouagadougou |
| N4                | Ouagadougou - Niger          |
| Niger             |                              |
| N6                | Burkina Faso - Niamey        |
| N1                | Niamey - Maradi              |
| N9                | Maradi - Nigeria             |
| Nigeria           |                              |
| A9                | Niger - Kano                 |
| A237              | Kano - Misau                 |
| A3                | Misau - Kameroen             |
| Kameroen          |                              |
| ?                 | Nigeria - Kamaloue           |
| N1                | Kamaloue - Tsjaad            |
| Tsjaad            |                              |
| Geen wegnummering |                              |

1 · 
2 · 
3 · 
4 · 
5 · 
6 · 
7 · 
8 · 
9